# دامداری متمرکز

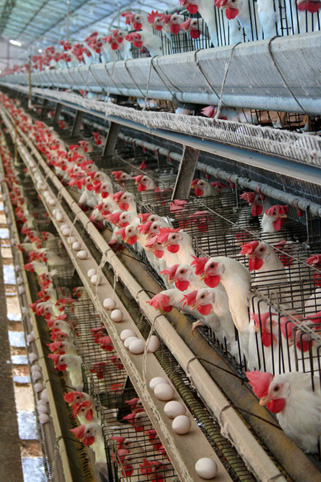
یک مرغداری صنعتی در کشور برزیل

دامداری فشرده یا پرورش دام صنعتی، که همچنین به عنوان دامداری کارخانه‌ای نیز شناخته می‌شود؛ رویکرد تولیدی نسبت به جانوران اهلی به منظور به حداکثر رساندن خروجی تولید است در حالی که هزینه‌های تولید به حداقل رسانده می‌شود. کشاورزی فشرده اشاره به دامداری‌های داشتی مانند گاو، مرغ و ماهی در بالاترین تراکم است—که یک گونهٔ عملی در کشاورزی صنعتی است. تولیدات اصلی این صنعت گوشت، شیر و تخم‌مرغ هستند. همچنین بحث‌هایی در مورد غیراخلاقی بودن دامداری صنعتی وجود دارد.

## تاریخچه
دامداری صنعتی تحولی جدید در تاریخ کشاورزی به‌شمار می‌آید؛ و حاصل پیشرفت‌های علمی و صنعتی اواخر قرن ۱۹ میلادی است. کشف ویتامین‌ها و نقش آن‌ها در تغذیه دام در دو دههٔ آغازین قرن ۲۰ میلادی، منجر به تولید مکمل‌های ویتامینی شد، و این امر امکان پرورش مرغ در محیط بسته را فراهم کرد. کشف آنتی‌بیوتیک‌ها و واکسن‌ها نیز با کاهش بیماری‌ها پرورش دام را در شمار بالا امکان‌پذیر کرد.
تولید محصولات کشاورزی در سراسر جهان به منظور تهیه غذای جمعیت رو به رشد انسان‌ها از سال ۱۸۲۰ تا ۱۹۷۵ میلادی ۸ برابر شد. به مرور زمان شمار زیادی از کارکنانی که در زمینه کشاورزی مشغول به فعالیت بودند با هرچه ماشینی‌تر شدن صنعت کشاورزی، کار خود را از دست دادند؛ به طوری که در دههٔ ۱۹۳۰، ۲۵ درصد آمریکایی‌ها در صنعت کشاورزی فعالیت می‌کردند اما در سال ۲۰۰۲ این آمار به ۱/۵ درصد کاهش پیدا کرد.
طبق گزارش بی‌بی‌سی دامداری مدرن در بریتانیا در سال ۱۹۴۷ میلادی  و پس از اینکه دولت برای کاهش وابستگی کشور به گوشت وارداتی، دامداران را تشویق به استفاده از فناوری مدرن کرد، آغاز شد. سازمان ملل متحد نیز اعلام کرد که افزایش تولید محصولات حیوانی به عنوان راهی برای تأمین امنیت غذایی در نظر گرفته شده‌است. در سال ۱۹۹۰ میلادی ۳۰٪ محصولات گوشتی جهان از طریق دامداری صنعتی تولید می‌شد؛ و در سال ۲۰۰۵ این آمار به ۴۰٪ محصولات گوشتی جهان رسید.